# No (kana)
A hiragana の, katakana ノ, Hepburn-átírással: no, magyaros átírással: no japán kana. A hiragana és a katakana is a 乃 kandzsiból származik. A godzsúonban (a kanák sorrendje, kb. „ábécérend”) a 25. helyen áll. A の Unicode kódja U+306E, a ノ kódja U+30CE. A katakana nagyon hasonlít a 丿 („hajlított”) kínai radikálishoz.
|            | Hepburn és magyaros | Hiragana (Unicode) | Katakana    |
| ---------- | ------------------- | ------------------ | ----------- |
| Alapalak   | no                  | の (U+306E)        | ノ (U+30CE) |
| Dakutennel | –                   | –                  | –           |

## Vonássorrend
|  |  |
|  |  |